# تیت ماتسولویتش
تیت ماتسولویتش (استونیایی: Tiit Matsulevitš؛ زادهٔ ۲۷ سپتامبر ۱۹۵۸)  سیاستمدار و نماینده سابق مجلس اهل استونی است.